# Giro de Lombardía 2005
El Giro de Lombardía 2005, la 99.ª edición de esta clásica ciclista, se disputó el sábado 15 de octubre de 2005, con un recorrido de 256 km entre Mendrisio y Como. Paolo Bettini consiguió ganar por primera vez una cursa que muchos creían demasiado dura para el ciclista de Cecina, superando al esprint al escalador Gilberto Simoni y al campeón luxemburgués Fränk Schleck.

## Clasificación final
| Posición | Ciclista             | Equipo                     | Tiempo    |
| -------- | -------------------- | -------------------------- | --------- |
| 1        | Paolo Bettini        | Quick Step-Innergetic      | 5h 56'22" |
| 2        | Gilberto Simoni      | Lampre-Caffita             | m. t.     |
| 3        | Fränk Schleck        | Team CSC                   | m. t.     |
| 4        | Giampaolo Caruso     | Liberty Seguros-Würth      | + 4"      |
| 5        | Davide Rebellin      | Gerolsteiner               | + 54"     |
| 6        | Fabian Wegmann       | Gerolsteiner               | m. t.     |
| 7        | Gorazd Stangelj      | Lampre-Caffita             | m. t.     |
| 8        | Martin Elmiger       | Phonak Hearing Systems     | m. t.     |
| 9        | Massimiliano Gentili | Naturino-Sapore di Mare    | m. t.     |
| 10       | Santo Anzà           | Acqua & Sapone-Adria Mobil | m. t.     |